# 摩纳哥
摩納哥侯國（法語：Principauté de Monaco；摩纳哥语：Principatu de Múnegu），又称摩纳哥公国摩纳哥侯国、摩纳哥亲王国，通稱摩納哥，是一个位于西欧或南歐的城邦。摩納哥地处法国南部，除了靠地中海的南部海岸線之外，全境北、西、東三面皆由法國包圍，主要是由摩纳哥旧城和随后建立起来的週遭地区组成。作为世界上人口稠密的国家之一，摩纳哥也是一个典型的微型国家和城邦，经济得利於蒙特卡洛賭場及觀光收入。摩纳哥为君主立宪制国家，君主为摩纳哥亲王。摩纳哥以前作為一个不向國民課稅的國家并因此聞名，有避稅天堂之稱。

## 历史
摩纳哥的地名源自於約公元前6世纪，由來自希臘福基斯（Phocaea）地區的福基斯人於該地區附近所建立的希臘殖民地——摩諾伊科（Monoikos）。根據希臘神話，相傳大力士海格力斯曾途經這裡，因此福基斯人在此地建了一個神廟祭祀海克力斯，稱為「Monoikos」（希臘語：Μόνοικος，意指獨棟的房屋或神殿），並逐漸轉變成此處的地名。
摩纳哥于1215年再次被作为熱那亞的殖民地创建。自1297年，当弗朗索瓦·格里马尔迪乔装成方济会的修士（在意大利语中称为“monaco”）占领摩納哥岩要塞后，摩纳哥一直处于格里马尔迪家族统治下，唯一的例外是1793年—1814年，摩纳哥被拿破崙一世的法蘭西第一帝国控制。1815年—1860年，维也纳会议指定摩纳哥为薩丁尼亞王国（後來演变為義大利王國）的保护国。1848年5月，芒通和罗克布吕讷两个城市脱离摩纳哥独立，组成“芒通和罗克布吕讷自由城市”，导致摩纳哥失去绝大部分领土。1861年，摩纳哥的主权通過《法国-摩纳哥条约》確定。
在1911年第一部宪法頒佈前，摩纳哥亲王曾经是至高无上的统治者。1918年7月，签署了一份条约，条约规定法蘭西第三共和國在摩纳哥提供有限的保护。这条约被写入《凡尔赛和约》，且摩纳哥的政策应该按照法国的政治、军事和经济利益进行调整。1918年同法国签订的条约规定，一旦國家元首逝世而没有男性后裔，摩纳哥将并入法国。兩國於2002年另立新條約，當摩纳哥國家元首無人繼承，摩纳哥仍然為獨立國家，法國亦繼續提供防衛。第二次世界大戰時期的1940年6月法國戰敗後義大利王國得到了法義邊界的地區，摩纳哥和意大利接壤。儘管仍為中立，摩纳哥實際上已被意大利從經濟上被控制。1942年11月8日，盟軍登陸法屬北非，使意大利皇家海軍在地中海逐漸失去制海權，11月11日義大利藉口美國駐摩纳哥領事館和法國抵抗運動聯絡，出兵軍事佔領摩纳哥。1943年9月8日義大利投降後改由德國佔領摩納哥。1944年9月盟軍收復摩納哥。
兰尼埃三世于1949年在其祖父路易二世去世后继承了王位。1962年颁布了一部新的宪法，废除了死刑，保护了女性的投票权，并建立了最高法院以保证基本的自由。1993年，摩纳哥成为联合国的正式成员国，具有完全投票权。
2005年3月31日，由於兰尼埃三世長期臥病在床，阿尔贝王子開始負起摄政的任務。2005年4月6日兰尼埃亲王逝世，阿尔贝王子即位，成为阿尔贝二世。阿尔贝二世于2005年7月12日正式成为摩纳哥的统治者，他的即位庆典在他的父亲兰尼埃三世举行葬礼的大教堂举行。他的即位有两次庆典，另一次庆典在2005年的11月9日举行。

## 政治
現時摩納哥由摩納哥亲王阿爾貝二世統治，是一個君主立憲國家。
摩纳哥自1911年以来实行君主立宪制，亲王为国家元首。行政机构为由國務大臣主持的四人政府委员会（内阁）。國務大臣由親王从法国政府提交的法国公民候选人中选择并任命。根据1962年宪法约定，國務大臣与一院制的国民议会分享权力。这一立法机构的24名成员通过普选从名单中产生，任期5年。
摩纳哥的地方事务由市议会管理。市议会由15名选举产生的成员组成，由市长主持。

## 地理

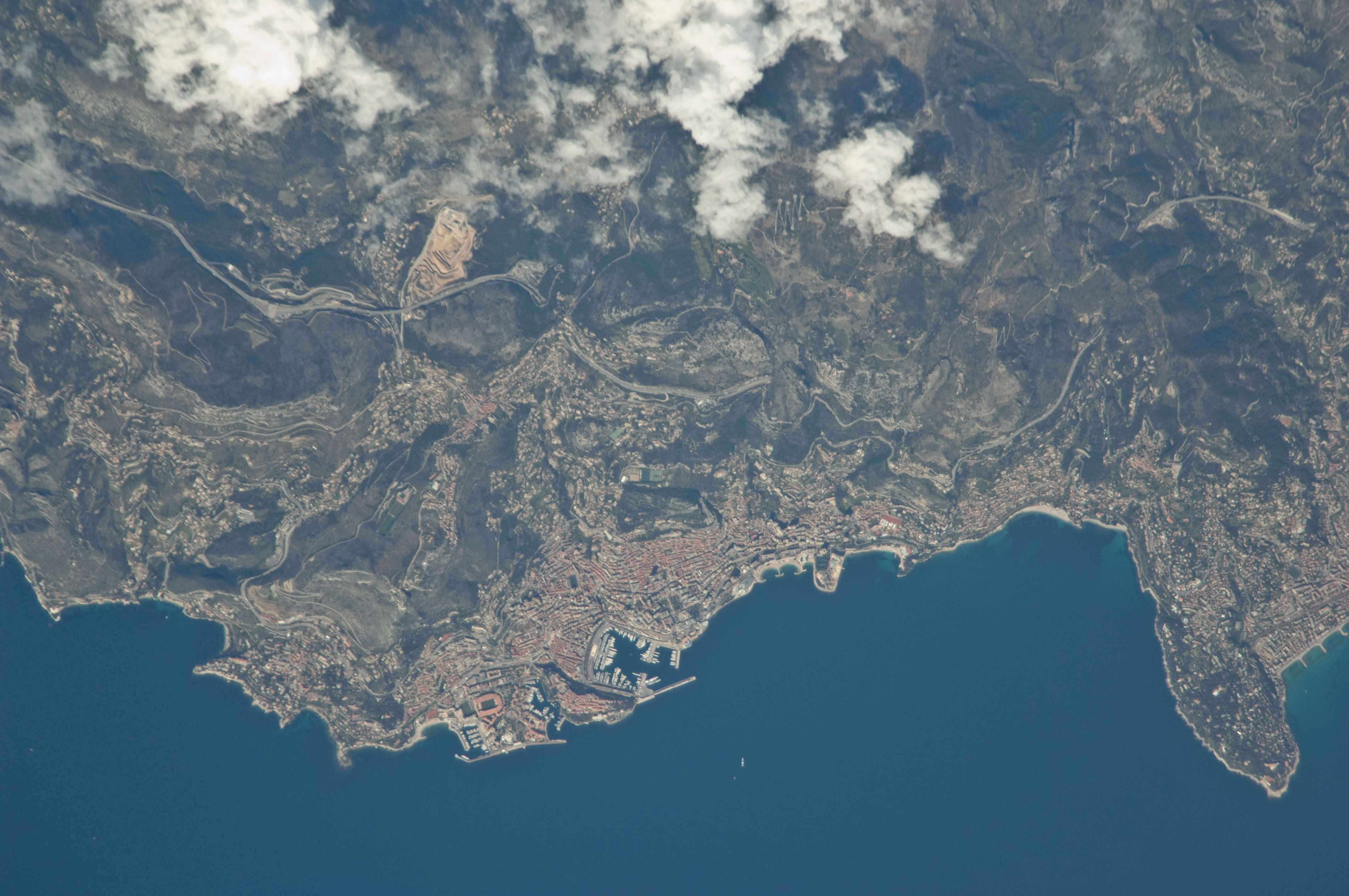
摩納哥空照圖

摩纳哥位于地中海北岸，氣候乾燥溫暖，長年陽光普照，屬典型的地中海氣候。全國被法国东南部的濱海阿爾卑斯省三面環繞，国土东西方向长3,500米，最窄处200多米，面積約208公頃（2.08平方公里，比紐約中央公園面積更小），是全球第二小的國家，也是面積最小的聯合國會員國，其中五分之一的面積都是透過填海造陸而來，隨之建成的是兩個泊滿遊艇的著名海港—丰维埃耶港和赫庫勒港。摩納哥全境沒有河流或大型湖泊，海拔最高點是164.4公尺，位於一個斜坡之上。

### 气候
摩纳哥的气候属于地中海气候（柯本气候分类：Csa），受海洋性气候（Cfb）和副热带湿润气候（Cfa）的影响，夏季温暖干燥，冬季寒冷多雨。夏季的平均长度较短，午后很少会很热（温度通常不超过30°C），因为不断有海风吹来，温度适中。另一方面，由于夏天的海水温度很高，所以夜晚非常温和。通常，夏季温度不会降至20°C以下。冬季时霜冻和降雪极为罕见，通常每十年发生一次或两次。2018年2月27日，摩纳哥和蒙特卡洛均有降雪。

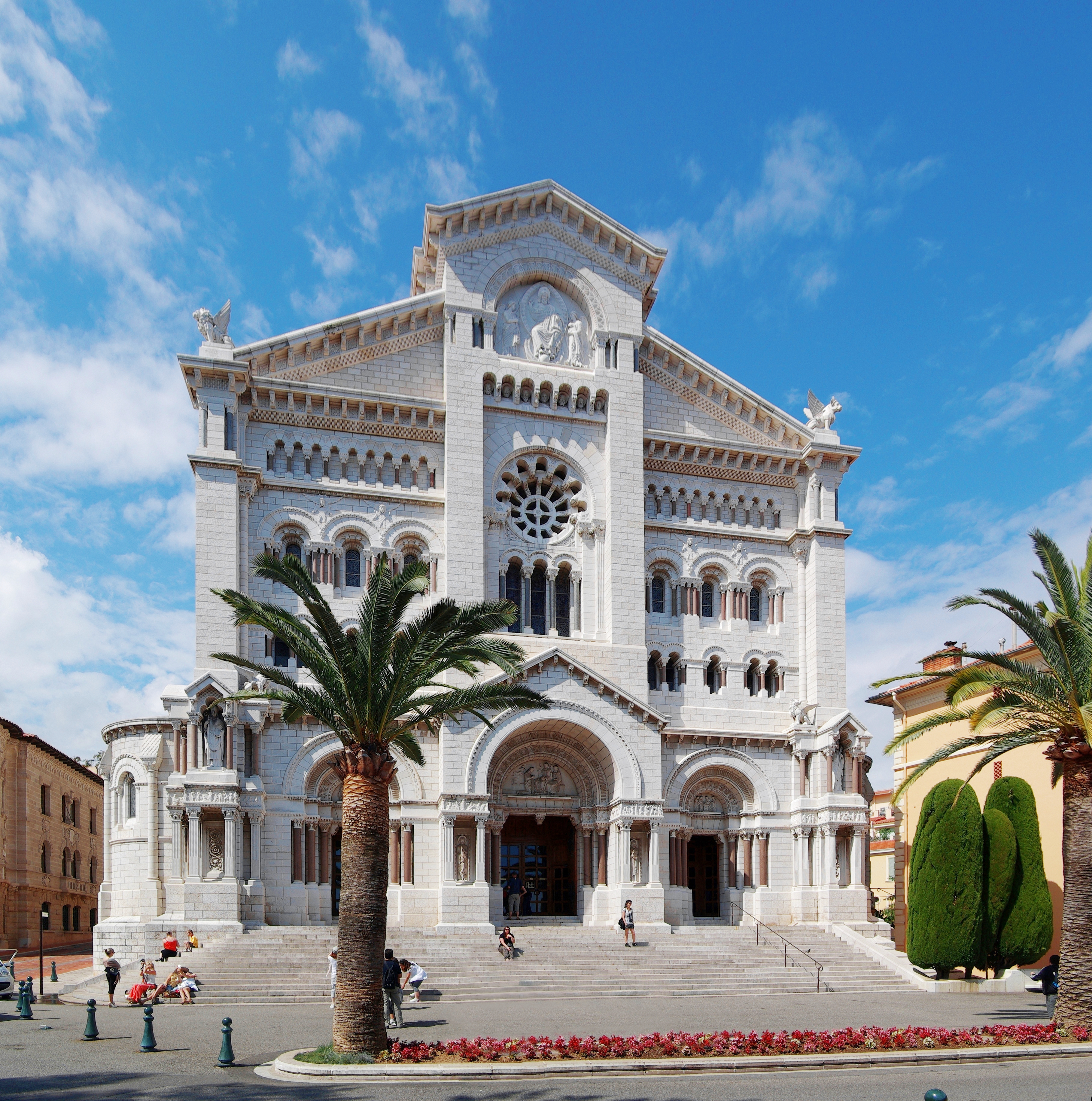
摩納哥聖母無原罪座堂

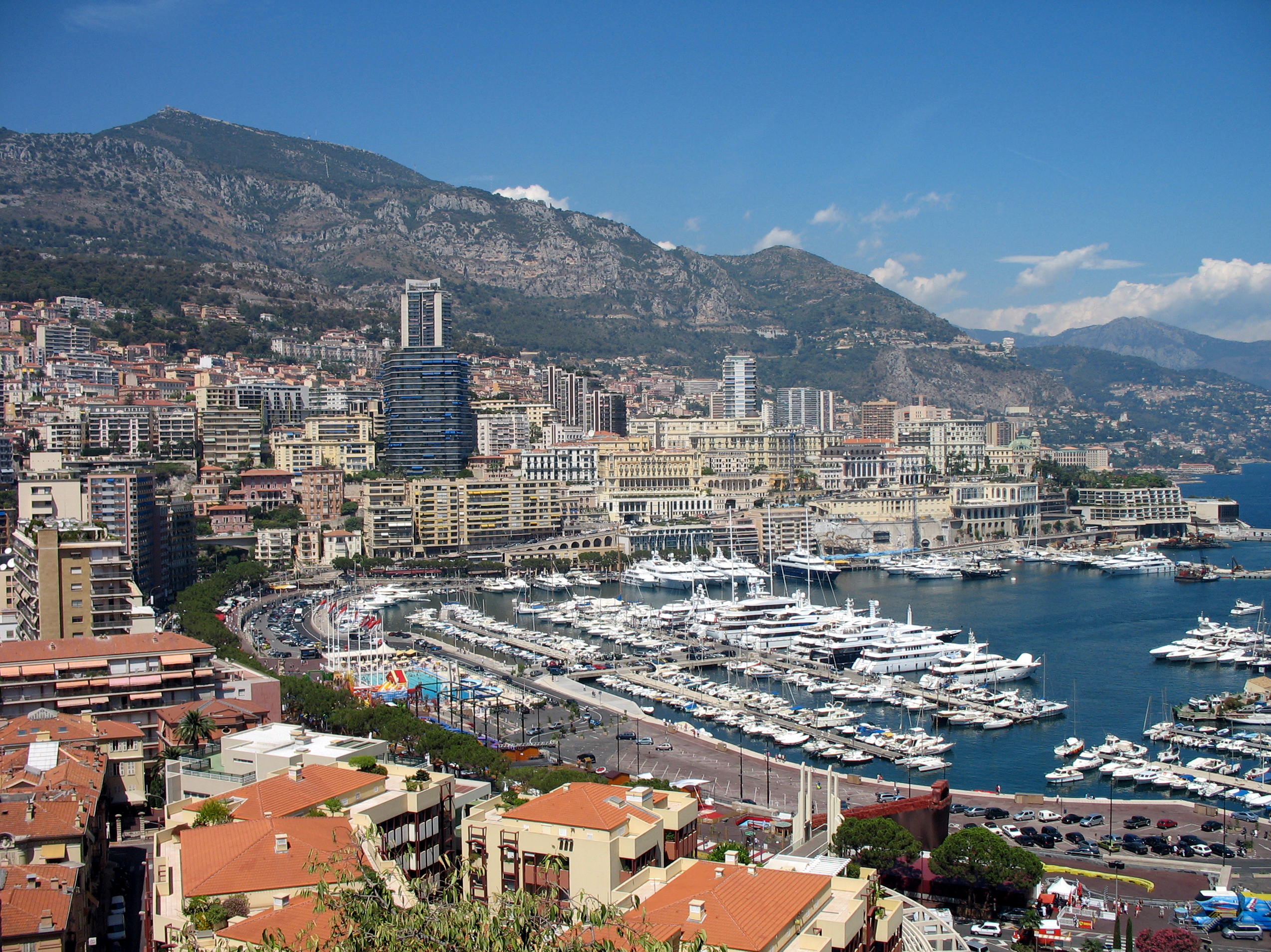
摩納哥赫庫勒港

| 摩纳哥（平均数据1981–2010，极端数据1966–现在） | 摩纳哥（平均数据1981–2010，极端数据1966–现在） | 摩纳哥（平均数据1981–2010，极端数据1966–现在） | 摩纳哥（平均数据1981–2010，极端数据1966–现在） | 摩纳哥（平均数据1981–2010，极端数据1966–现在） | 摩纳哥（平均数据1981–2010，极端数据1966–现在） | 摩纳哥（平均数据1981–2010，极端数据1966–现在） | 摩纳哥（平均数据1981–2010，极端数据1966–现在） | 摩纳哥（平均数据1981–2010，极端数据1966–现在） | 摩纳哥（平均数据1981–2010，极端数据1966–现在） | 摩纳哥（平均数据1981–2010，极端数据1966–现在） | 摩纳哥（平均数据1981–2010，极端数据1966–现在） | 摩纳哥（平均数据1981–2010，极端数据1966–现在） | 摩纳哥（平均数据1981–2010，极端数据1966–现在） |
| 月份                                           | 1月                                            | 2月                                            | 3月                                            | 4月                                            | 5月                                            | 6月                                            | 7月                                            | 8月                                            | 9月                                            | 10月                                           | 11月                                           | 12月                                           | 全年                                           |
| ---------------------------------------------- | ---------------------------------------------- | ---------------------------------------------- | ---------------------------------------------- | ---------------------------------------------- | ---------------------------------------------- | ---------------------------------------------- | ---------------------------------------------- | ---------------------------------------------- | ---------------------------------------------- | ---------------------------------------------- | ---------------------------------------------- | ---------------------------------------------- | ---------------------------------------------- |
| 历史最高温 °C（°F）                            | 19.9 (67.8)                                    | 23.2 (73.8)                                    | 25.6 (78.1)                                    | 26.2 (79.2)                                    | 30.3 (86.5)                                    | 32.5 (90.5)                                    | 34.4 (93.9)                                    | 34.5 (94.1)                                    | 33.1 (91.6)                                    | 29.0 (84.2)                                    | 25.0 (77.0)                                    | 22.3 (72.1)                                    | 34.5 (94.1)                                    |
| 平均高温 °C（°F）                              | 13.0 (55.4)                                    | 13.0 (55.4)                                    | 14.9 (58.8)                                    | 16.7 (62.1)                                    | 20.4 (68.7)                                    | 23.7 (74.7)                                    | 26.6 (79.9)                                    | 26.9 (80.4)                                    | 24.0 (75.2)                                    | 20.6 (69.1)                                    | 16.5 (61.7)                                    | 13.9 (57.0)                                    | 19.2 (66.6)                                    |
| 日均气温 °C（°F）                              | 10.2 (50.4)                                    | 10.2 (50.4)                                    | 12.0 (53.6)                                    | 13.8 (56.8)                                    | 17.5 (63.5)                                    | 20.9 (69.6)                                    | 23.8 (74.8)                                    | 24.2 (75.6)                                    | 21.1 (70.0)                                    | 17.9 (64.2)                                    | 13.8 (56.8)                                    | 11.2 (52.2)                                    | 16.4 (61.5)                                    |
| 平均低温 °C（°F）                              | 7.4 (45.3)                                     | 7.4 (45.3)                                     | 9.1 (48.4)                                     | 10.9 (51.6)                                    | 14.6 (58.3)                                    | 18.0 (64.4)                                    | 21.0 (69.8)                                    | 21.4 (70.5)                                    | 18.3 (64.9)                                    | 15.2 (59.4)                                    | 11.2 (52.2)                                    | 8.5 (47.3)                                     | 13.6 (56.5)                                    |
| 历史最低温 °C（°F）                            | −3.1 (26.4)                                    | −5.2 (22.6)                                    | −3.1 (26.4)                                    | 3.8 (38.8)                                     | 7.5 (45.5)                                     | 9.0 (48.2)                                     | 10.5 (50.9)                                    | 12.4 (54.3)                                    | 10.5 (50.9)                                    | 6.5 (43.7)                                     | 1.6 (34.9)                                     | −1.0 (30.2)                                    | −5.2 (22.6)                                    |
| 平均降水量 mm（）                              | 67.7 (2.67)                                    | 48.4 (1.91)                                    | 41.2 (1.62)                                    | 71.3 (2.81)                                    | 49.0 (1.93)                                    | 32.6 (1.28)                                    | 13.7 (0.54)                                    | 26.5 (1.04)                                    | 72.5 (2.85)                                    | 128.7 (5.07)                                   | 103.2 (4.06)                                   | 88.8 (3.50)                                    | 743.6 (29.28)                                  |
| 平均降水天数（≥ 1.0 mm）                       | 6.0                                            | 4.9                                            | 4.5                                            | 7.3                                            | 5.5                                            | 4.1                                            | 1.7                                            | 2.5                                            | 5.1                                            | 7.3                                            | 7.1                                            | 6.5                                            | 62.4                                           |
| 月均日照時數                                   | 149.8                                          | 158.9                                          | 185.5                                          | 210.0                                          | 248.1                                          | 281.1                                          | 329.3                                          | 296.7                                          | 224.7                                          | 199.0                                          | 155.2                                          | 136.5                                          | 2,574.7                                        |
| 来源1：法国气象局                              |                                                |                                                |                                                |                                                |                                                |                                                |                                                |                                                |                                                |                                                |                                                |                                                |                                                |
| 来源2：Monaco website (sun only)               |                                                |                                                |                                                |                                                |                                                |                                                |                                                |                                                |                                                |                                                |                                                |                                                |                                                |

## 经济
摩纳哥主要的收入来源之一是旅遊业；每年都有许多人被摩纳哥的赌场和舒适气候所吸引。2001年，一个新的建筑项目扩展了主要港口碼頭，主要用于停靠豪华遊轮。摩纳哥经济发达，主要以博彩、旅遊和银行业为主，该国在服务业和小型的、高附加值的、无污染的工业的多种经营上取得了成功的開發。
政府没有针对个人收入課税。由于全国人口过少，政府在许多公共服务部门保持垄断地位，包括邮政、电信服务。现在摩纳哥电信由大东电报局持有49%的股份，政府持有45%的股份，还有摩纳哥银行（Compagnie Monégasque de Banque）持有6%的股份。摩纳哥的生活水准很高，与附近法国的大都市大体相当。
无个人所得税的政策吸引了数量可观的富裕避稅移民，主要是来自其他欧洲国家，他们透过在摩纳哥以外的事業赚得其大部分的收入；著名人士如F1赛车赛車手吸引了大多数的注意，但是大多数的移民是商人。1865年建立的蒙特卡洛赌场促使摩纳哥从穷国发展成为了富裕国家。
摩纳哥不是欧盟的成员国，但透過与法国的关税联盟使用和与法国一样的货币—欧元。摩纳哥与欧盟有非常紧密的联系。摩纳哥获得了歐元硬幣的铸造权，即有在硬币的国家面上使用摩纳哥自己的设计的权利。
全球最贵英尺价的豪宅物业就是位於摩納哥的阿熱爾山山腰上的La Villa別墅，該物业因地理位置問題，雖然面積僅158平方米，但面臨整個法國南部海灣的景色，地勢也比其他物业高，被譽為擁有最漂亮景觀的物业，該物业於2017年以2.56億美元售出，每平方米售價高達162萬美元。

## 交通
摩納哥沒有國際機場，最近的為法國尼斯蔚藍海岸機場（Aéroport Nice Côte d'Azur）。由機場至摩納哥市可乘坐尼斯公共巴士110線（終點站為芒通（MENTON）），而尼斯市中心另有100線公共巴士可到達摩納哥（終點站同樣為芒通），需時約40分鐘。110線的車費為22歐元，一年有效的來回票為33歐元。另亦可選乘法國國鐵（SNCF）火車，由尼斯開出約15分鐘可抵達摩纳哥蒙特卡洛站。
摩納哥市內交通主要依賴公共巴士，共有5條巴士線穿梭市內，每位車費2歐元（另有日票每位5歐元可供選擇），路線如下：
- Route 1 : Monaco Ville - Saint Roman -  Monaco Ville
- Route 2 : Monaco Ville - Jardin Exotique -  Monaco Ville
- Route 4 : Condamine - Saint Roman - Condamine
- Route 5 : Fontvieille - Hôpital -  Fontvieille
- Route 6 : Fontvieille - Larvotto -  Fontvieille

由於整個城市均依山而建，市內部份地區亦設有地下行人隧道及公用升降機，讓行人用以來往主要景點。

## 人口
摩纳哥是现在世界上人口最稠密的国家，常住人口有32,020人，其中6,089是摩納哥本国人。本国籍的摩纳哥人在自己的国家的居民中成为少数派，这种人口状况在世界各国都较为少见。常住人口中最多的是法国人，占32%，其次是意大利人，占20%，本地的摩纳哥人只占19%，剩下的29%人口由来自其他125个国家的侨民组成，这些人构成了摩纳哥的国际人口。
摩納哥的人均及单位面积警力為世界上最大的。摩纳哥也是世界上国土面积第二小的国家，仅次于梵蒂冈。
法语是摩纳哥唯一的官方语言，但也使用英语、意大利语和摩纳哥本地的摩纳哥语（由利古里亚语衍生）。识字率达99%。天主教是法定的国教，佔人口的80.9%，由天主教摩納哥總教區管理，但摩纳哥宪法保障信仰其他宗教的自由。

## 教育

#### 小學及中學
摩納哥共有十所公營，兩所受資助私立中小學及一所國際學校。

#### 學院及大學
摩納哥國際大學是國內唯一大學，以英文授課，專長於商業相關學系。

## 体育
摩納哥其中一個令它著名之處便是一級方程式賽車，以窄而斜的賽道聞名世界。
- 世界拉力錦標賽摩納哥站
- 一級方程式賽車摩納哥大獎賽
- 法國甲組足球聯賽球會摩納哥俱樂部
- 路易二世体育场
- 職業男子網球蒙地卡羅大師賽

## 文化
- 知名摩纳哥人列表
- 摩纳哥的音乐
- 蒙特卡罗的歌剧

## 旅游
- （英文） 一般信息
- 城市景点：
  - 摩纳哥水族馆是著名的水族馆，由一摩纳哥親王所建。它开凿于海岸悬崖内侧。在每一层的展箱里游客可观赏生活于不同水深的海底生物。

## 流行文化

### 電影
- 2009年美國超級英雄電影《鋼鐵人2》的其中一個取景地

## 友好城市
- 法國 卢恰纳

## 外部連結
- （法文） 摩纳哥政府官方网站 （页面存档备份，存于）
- （英文） 摩纳哥政府官方网站 （页面存档备份，存于）